# Interlands Salvadoraans voetbalelftal 2010-2019
Deze pagina toont een chronologisch en gedetailleerd overzicht van de interlands die het Salvadoraans voetbalelftal speelde in de periode 2010 – 2019.

## Interlands

### 2010
|                                                    |                                    |       |                    |                                                                                         |
| 25 februari Vriendschappelijk № «onderlinge duels» | Verenigde Staten                   | 2 – 1 | El Salvador        | Raymond James Stadium, Tampa Toeschouwers: 21.737 Scheidsrechter: Silviu Petrescu (CAN) |
| 25 februari Vriendschappelijk № «onderlinge duels» | Brian Ching 75' Sacha Kljestan 90' |       | 59' Rudis Corrales | Raymond James Stadium, Tampa Toeschouwers: 21.737 Scheidsrechter: Silviu Petrescu (CAN) |

|                                                |                                 |       |                        |                                                                                           |
| 3 maart Vriendschappelijk № «onderlinge duels» | Guatemala                       | 2 – 1 | El Salvador            | Memorial Coliseum, Los Angeles Toeschouwers: 12.000 Scheidsrechter: Ricardo Salazar (USA) |
| 3 maart Vriendschappelijk № «onderlinge duels» | Marco Pappa 44' Jonny Brown 84' |       | 88' Eliseo Quintanilla | Memorial Coliseum, Los Angeles Toeschouwers: 12.000 Scheidsrechter: Ricardo Salazar (USA) |

|                                                    |                                              |       |                                  |                                                                                        |
| 4 september Vriendschappelijk № «onderlinge duels» | El Salvador                                  | 2 – 2 | Honduras                         | Memorial Coliseum, Los Angeles Toeschouwers: 15.000 Scheidsrechter: Sorin Stoica (USA) |
| 4 september Vriendschappelijk № «onderlinge duels» | Rodolfo Zelaya 42' Rodolfo Zelaya 90' (pen.) |       | 58' Óscar García 87' Roger Rojas | Memorial Coliseum, Los Angeles Toeschouwers: 15.000 Scheidsrechter: Sorin Stoica (USA) |

|                                                  |                |       |             |                                                                                             |
| 8 oktober Vriendschappelijk № «onderlinge duels» | Panama         | 1 – 0 | El Salvador | Estadio Rommel Fernández, Panama-Stad Toeschouwers: 15.000 Scheidsrechter: Óscar Ruiz (COL) |
| 8 oktober Vriendschappelijk № «onderlinge duels» | Blas Pérez 62' |       |             | Estadio Rommel Fernández, Panama-Stad Toeschouwers: 15.000 Scheidsrechter: Óscar Ruiz (COL) |

|                                                             |                                     |       |                   |                                                                                                  |
| 12 oktober Vriendschappelijk № «onderlinge duels» 19:00 uur | Costa Rica                          | 2 – 1 | El Salvador       | Estadio Carlos Ugalde Álvarez, Quesada Toeschouwers: 6.000 Scheidsrechter: Luis de la Rosa (PAN) |
| 12 oktober Vriendschappelijk № «onderlinge duels» 19:00 uur | José Sánchez 12' Josué Martínez 86' |       | 53' Rafael Burgos | Estadio Carlos Ugalde Álvarez, Quesada Toeschouwers: 6.000 Scheidsrechter: Luis de la Rosa (PAN) |

### 2011
| Copa Centroamericana |
| -------------------- |

|                                                                        |           |                                  |             |                                                                                                |
| 14 januari Copa Centroamericana Groep A № «onderlinge duels» 17:00 uur | Nicaragua | 0 – 2                            | El Salvador | Estadio Rommel Fernández, Panama-Stad Toeschouwers: 2.000 Scheidsrechter: Walter Quesada (CRC) |
| 14 januari Copa Centroamericana Groep A № «onderlinge duels» 17:00 uur |           | 70' Jaime Alas 75' Rafael Burgos |             | Estadio Rommel Fernández, Panama-Stad Toeschouwers: 2.000 Scheidsrechter: Walter Quesada (CRC) |

|                                                                        |                                                                                       |       |                                              |                                                                                                |
| 16 januari Copa Centroamericana Groep A № «onderlinge duels» 15:00 uur | El Salvador                                                                           | 5 – 2 | Belize                                       | Estadio Rommel Fernández, Panama-Stad Toeschouwers: 1.500 Scheidsrechter: Ricardo Cerdas (CRC) |
| 16 januari Copa Centroamericana Groep A № «onderlinge duels» 15:00 uur | Osael Romero 15' Rafael Burgos 24' Rafael Burgos 46' Jaime Alas 54' Deris Umanzor 59' |       | 45+1' (pen.) Elroy Smith 76' Orlando Jimenez | Estadio Rommel Fernández, Panama-Stad Toeschouwers: 1.500 Scheidsrechter: Ricardo Cerdas (CRC) |

|                                                              |                                      |       |             |                                                                                                 |
| 18 januari Copa Centroamericana Groep A № «onderlinge duels» | Panama                               | 2 – 0 | El Salvador | Estadio Rommel Fernández, Panama-Stad Toeschouwers: 20.000 Scheidsrechter: Roberto García (MEX) |
| 18 januari Copa Centroamericana Groep A № «onderlinge duels» | Edwin Aguilar 25' Armando Cooper 79' |       |             | Estadio Rommel Fernández, Panama-Stad Toeschouwers: 20.000 Scheidsrechter: Roberto García (MEX) |

|                                                                           |                                        |       |             |                                                                                                |
| 20 januari Copa Centroamericana Halve finale «onderlinge duels» 18:30 uur | Honduras                               | 2 – 0 | El Salvador | Estadio Rommel Fernández, Panama-Stad Toeschouwers: 5.000 Scheidsrechter: Walter Quesada (CRC) |
| 20 januari Copa Centroamericana Halve finale «onderlinge duels» 18:30 uur | Johnny Leverón 78' Marvin Chavez 90+2' |       |             | Estadio Rommel Fernández, Panama-Stad Toeschouwers: 5.000 Scheidsrechter: Walter Quesada (CRC) |

|                                                                           |                                                                        |       |                                                                        |                                                                                             |
| 23 januari Copa Centroamericana Troostfinale «onderlinge duels» 15:30 uur | El Salvador                                                            | 0 – 0 | Panama                                                                 | Estadio Rommel Fernández, Panama-Stad Toeschouwers: 2.000 Scheidsrechter: José Pineda (HON) |
| 23 januari Copa Centroamericana Troostfinale «onderlinge duels» 15:30 uur |                                                                        |       |                                                                        | Estadio Rommel Fernández, Panama-Stad Toeschouwers: 2.000 Scheidsrechter: José Pineda (HON) |
| 23 januari Copa Centroamericana Troostfinale «onderlinge duels» 15:30 uur | Strafschoppen                                                          |       |                                                                        | Estadio Rommel Fernández, Panama-Stad Toeschouwers: 2.000 Scheidsrechter: José Pineda (HON) |
| 23 januari Copa Centroamericana Troostfinale «onderlinge duels» 15:30 uur | Arturo Álvarez Jaime Alas Lester Blanco Dagoberto Portillo Dennis Alas | 4 – 5 | Roberto Brown Gabriel Torres Eybir Bonaga Erik Davis Amilcar Henríquez | Estadio Rommel Fernández, Panama-Stad Toeschouwers: 2.000 Scheidsrechter: José Pineda (HON) |

|  |  |  |  |  |  |  |  |  |

|                                                             |                   |       |       |                                                                                         |
| 9 februari Vriendschappelijk № «onderlinge duels» 20:00 uur | El Salvador       | 1 – 0 | Haïti | Estadio Cuscatlán, San Salvador Toeschouwers: 15.000 Scheidsrechter: David España (GUA) |
| 9 februari Vriendschappelijk № «onderlinge duels» 20:00 uur | Rafael Burgos 15' |       |       | Estadio Cuscatlán, San Salvador Toeschouwers: 15.000 Scheidsrechter: David España (GUA) |

|                                                 |      |                 |             |                                                   |
| 24 maart Vriendschappelijk № «onderlinge duels» | Cuba | 0 – 1           | El Salvador | Estadio Pedro Marrero, Havana Toeschouwers: 3.500 |
| 24 maart Vriendschappelijk № «onderlinge duels» |      | 73' Dennis Alas |             | Estadio Pedro Marrero, Havana Toeschouwers: 3.500 |

|                                                           |                                  |       |                                                       |                                                                                       |
| 29 maart Vriendschappelijk № «onderlinge duels» 20:25 uur | El Salvador                      | 2 – 3 | Jamaica                                               | Estadio Cuscatlán, San Salvador Toeschouwers: 9.000 Scheidsrechter: Elmar Rodas (GUA) |
| 29 maart Vriendschappelijk № «onderlinge duels» 20:25 uur | Jaime Alas 41' Léster Blanco 90' |       | 24' Dane Richards 26' Dane Richards 53' Omar Cummings | Estadio Cuscatlán, San Salvador Toeschouwers: 9.000 Scheidsrechter: Elmar Rodas (GUA) |

|                                                         |                                       |       |                                            |                                                                                          |
| 29 mei Vriendschappelijk № «onderlinge duels» 19:35 uur | El Salvador                           | 2 – 2 | Honduras                                   | Robertson Stadium, Houston Toeschouwers: 10.100 Scheidsrechter: Armando Villarreal (USA) |
| 29 mei Vriendschappelijk № «onderlinge duels» 19:35 uur | Rodolfo Zelaya 73' Rudis Corrales 76' |       | 45' Carlo Costly 51' (pen.) Jerry Bengtson | Robertson Stadium, Houston Toeschouwers: 10.100 Scheidsrechter: Armando Villarreal (USA) |

| CONCACAF Gold Cup |
| ----------------- |

|                                              | |       |             |                                                                                      |
| 5 juni Gold Cup Groep A № «onderlinge duels» | Mexico | 5 – 0 | El Salvador | Cowboys Stadium, Dallas Toeschouwers: 80.108 Scheidsrechter: Enrico Wijngaarde (SUR) |
| 5 juni Gold Cup Groep A № «onderlinge duels» | Efraín Juárez 55' Aldo de Nigris 58' Javier Hernández 60' Javier Hernández 67' Javier Hernández 90+5' (pen.) |       |             | Cowboys Stadium, Dallas Toeschouwers: 80.108 Scheidsrechter: Enrico Wijngaarde (SUR) |

|                                                                 |                      |       |                    |                                                                                            |
| 9 juni CONCACAF Gold Cup Groep A № «onderlinge duels» 19:00 uur | Costa Rica           | 1 – 1 | El Salvador        | Bank of America Stadium, Charlotte Toeschouwers: 30.530 Scheidsrechter: Jair Marrufo (USA) |
| 9 juni CONCACAF Gold Cup Groep A № «onderlinge duels» 19:00 uur | Randall Brenes 90+5' |       | 45' Rodolfo Zelaya | Bank of America Stadium, Charlotte Toeschouwers: 30.530 Scheidsrechter: Jair Marrufo (USA) |

|                                                                  | |       |                    |                                                                               |
| 12 juni CONCACAF Gold Cup Groep A № «onderlinge duels» 19:00 uur | El Salvador | 6 – 1 | Cuba               | Soldier Field, Chicago Toeschouwers: 62.000 Scheidsrechter: Neal Brizan (TRI) |
| 12 juni CONCACAF Gold Cup Groep A № «onderlinge duels» 19:00 uur | Rodolfo Zelaya 13' Osael Romero 29' Léster Blanco 69' Rodolfo Zelaya 71' Arturo Alvarez 84' Eliseo Quintanilla 90+4' |       | 83' Yénier Márquez | Soldier Field, Chicago Toeschouwers: 62.000 Scheidsrechter: Neal Brizan (TRI) |

|                                                                      |                                                                          |       |                                                       |                                                                                         |
| 19 juni CONCACAF Gold Cup Kwartfinale № «onderlinge duels» 18:00 uur | Panama                                                                   | 1 – 1 | El Salvador                                           | RFK Stadium, Washington, D.C. Toeschouwers: 45.423 Scheidsrechter: Walter Quesada (CRC) |
| 19 juni CONCACAF Gold Cup Kwartfinale № «onderlinge duels» 18:00 uur | Luis Tejada 89'                                                          |       | 78' (pen.) Rodolfo Zelaya                             | RFK Stadium, Washington, D.C. Toeschouwers: 45.423 Scheidsrechter: Walter Quesada (CRC) |
| 19 juni CONCACAF Gold Cup Kwartfinale № «onderlinge duels» 18:00 uur | Strafschoppen                                                            |       |                                                       | RFK Stadium, Washington, D.C. Toeschouwers: 45.423 Scheidsrechter: Walter Quesada (CRC) |
| 19 juni CONCACAF Gold Cup Kwartfinale № «onderlinge duels» 18:00 uur | Nelson Barahona Luis Rentería Anibal Godoy Amílcar Henríquez Luis Tejada | 5 – 3 | Dennis Alas Osael Romero Rodolfo Zelaya Andrés Flores | RFK Stadium, Washington, D.C. Toeschouwers: 45.423 Scheidsrechter: Walter Quesada (CRC) |

|  |  |  |  |  |  |  |  |  |

|                                                             |                                    |       |                           |                                                                           |
| 7 augustus Vriendschappelijk № «onderlinge duels» 21:30 uur | El Salvador                        | 2 – 1 | Venezuela                 | RFK Memorial Stadium, Washington D.C. Toeschouwers: ?? Scheidsrechter: ?? |
| 7 augustus Vriendschappelijk № «onderlinge duels» 21:30 uur | Herbert Sosa 84' Edwin Sánchez 90' |       | 29' Fernando Aristeguieta | RFK Memorial Stadium, Washington D.C. Toeschouwers: ?? Scheidsrechter: ?? |

|                                                            |                                                              |       |                                    |                                                                                                |
| 2 september WK-kwalificatie № «onderlinge duels» 19:30 uur | El Salvador                                                  | 3 – 2 | Dominicaanse Republiek             | Estadio Cuscatlán, San Salvador Toeschouwers: 25.272 Scheidsrechter: José Luis Rodríguez (PAN) |
| 2 september WK-kwalificatie № «onderlinge duels» 19:30 uur | Rodolfo Zelaya 54' Christian Bautista 63' Rodolfo Zelaya 77' |       | 66' Johan Cruz 89' Domingo Peralta | Estadio Cuscatlán, San Salvador Toeschouwers: 25.272 Scheidsrechter: José Luis Rodríguez (PAN) |

|                                                            |                        |       |                                                                          |                                                                                          |
| 6 september WK-kwalificatie № «onderlinge duels» 19:30 uur | Kaaimaneilanden        | 1 – 4 | El Salvador                                                              | Truman Bodden Stadium, George Town Toeschouwers: 2.200 Scheidsrechter: Elmar Rodas (GUA) |
| 6 september WK-kwalificatie № «onderlinge duels» 19:30 uur | Mark Ebanks 73' (pen.) |       | 49' Christian Bautista 62' Luis Anaya 80' Luis Anaya 90+3' Xavier García | Truman Bodden Stadium, George Town Toeschouwers: 2.200 Scheidsrechter: Elmar Rodas (GUA) |

|                                                          |                        |       |                                           |                                                                                              |
| 7 oktober WK-kwalificatie № «onderlinge duels» 15:05 uur | Dominicaanse Republiek | 1 – 2 | El Salvador                               | Estadio Panamericano, San Cristóbal Toeschouwers: 2.323 Scheidsrechter: Ricardo Cerdas (CRC) |
| 7 oktober WK-kwalificatie № «onderlinge duels» 15:05 uur | Erick Ozuna 54'        |       | 37' (pen.) Osael Romero 67' Léster Blanco | Estadio Panamericano, San Cristóbal Toeschouwers: 2.323 Scheidsrechter: Ricardo Cerdas (CRC) |

|                                                           |                                                                          |       |                 |                                                                                      |
| 11 oktober WK-kwalificatie № «onderlinge duels» 19:30 uur | El Salvador                                                              | 4 – 0 | Kaaimaneilanden | Estadio Cuscatlán, San Salvador Toeschouwers: 17.570 Scheidsrechter: Hugo Cruz (CRC) |
| 11 oktober WK-kwalificatie № «onderlinge duels» 19:30 uur | Víctor Turcios 6' Steve Purdy 13' Jaime Alas 45' Herbert Sosa 88' (pen.) |       |                 | Estadio Cuscatlán, San Salvador Toeschouwers: 17.570 Scheidsrechter: Hugo Cruz (CRC) |

|                                                            |                     |       |                                                       |                                                                                          |
| 11 november WK-kwalificatie № «onderlinge duels» 20:00 uur | Suriname            | 1 – 3 | El Salvador                                           | André Kamperveen Stadion, Paramaribo Toeschouwers: 500 Scheidsrechter: Marcos Brea (CUB) |
| 11 november WK-kwalificatie № «onderlinge duels» 20:00 uur | Evani Esperance 81' |       | 21' Léster Blanco 58' Léster Blanco 78' Edwin Sánchez | André Kamperveen Stadion, Paramaribo Toeschouwers: 500 Scheidsrechter: Marcos Brea (CUB) |

|                                                            |                                                                       |       |          |                                                                                         |
| 15 november WK-kwalificatie № «onderlinge duels» 19:30 uur | El Salvador                                                           | 4 – 0 | Suriname | Estadio Cuscatlán, San Salvador Toeschouwers: 9.659 Scheidsrechter: Javier Santos (PUR) |
| 15 november WK-kwalificatie № «onderlinge duels» 19:30 uur | Osael Romero 33' Osael Romero 62' Rafael Burgos 76' Rafael Burgos 83' |       |          | Estadio Cuscatlán, San Salvador Toeschouwers: 9.659 Scheidsrechter: Javier Santos (PUR) |

### 2012
|                                                              |             |                                    |         |                                                                                           |
| 29 februari Vriendschappelijk № «onderlinge duels» 20:00 uur | El Salvador | 0 – 2                              | Estland | Memorial Coliseum, Los Angeles Toeschouwers: 20.000 Scheidsrechter: Ricardo Salazar (USA) |
| 29 februari Vriendschappelijk № «onderlinge duels» 20:00 uur |             | 71' Ragnar Klavan 85' Raio Piiroja |         | Memorial Coliseum, Los Angeles Toeschouwers: 20.000 Scheidsrechter: Ricardo Salazar (USA) |

|                                                         |                                             |       |                                    |                                                                                       |
| 23 mei Vriendschappelijk № «onderlinge duels» 19:00 uur | El Salvador                                 | 2 – 2 | Nieuw-Zeeland                      | BBVA Compass Stadium, Houston Toeschouwers: 18.000 Scheidsrechter: Terry Vaughn (USA) |
| 23 mei Vriendschappelijk № «onderlinge duels» 19:00 uur | Rafael Burgos 13' Michael Boxall 56' (e.d.) |       | 28' Ian Hogg 64' Kosta Barbarouses | BBVA Compass Stadium, Houston Toeschouwers: 18.000 Scheidsrechter: Terry Vaughn (USA) |

|                                                         |                                           |       |          |                                                                          |
| 26 mei Vriendschappelijk № «onderlinge duels» 20:45 uur | El Salvador                               | 2 – 0 | Moldavië | Cotton Bowl, Dallas Toeschouwers: 35.000 Scheidsrechter: Paul Ward (CAN) |
| 26 mei Vriendschappelijk № «onderlinge duels» 20:45 uur | Nelson Bonilla 16' Jaime Enrique Alas 24' |       |          | Cotton Bowl, Dallas Toeschouwers: 35.000 Scheidsrechter: Paul Ward (CAN) |

|                                                         |             |                                                        |          |                                                                                      |
| 2 juni Vriendschappelijk № «onderlinge duels» 18:45 uur | El Salvador | 0 – 3                                                  | Honduras | RFK Stadium, Washington Toeschouwers: onbekend Scheidsrechter: Ricardo Salazar (USA) |
| 2 juni Vriendschappelijk № «onderlinge duels» 18:45 uur |             | 11' Víctor Bernárdez 49' Carlos Costly 85' Allan Lalin |          | RFK Stadium, Washington Toeschouwers: onbekend Scheidsrechter: Ricardo Salazar (USA) |

|                                                               |                                      |       |                                       |                                                                                    |
| 8 juni WK-kwalificatie Groep B № «onderlinge duels» 20:00 uur | Costa Rica                           | 2 – 2 | El Salvador                           | Estadio Nacional, San José Toeschouwers: 23.701 Scheidsrechter: Walter López (GUA) |
| 8 juni WK-kwalificatie Groep B № «onderlinge duels» 20:00 uur | Álvaro Saborio 10' Joel Campbell 15' |       | 23' Isidro Gutiérrez 54' Osael Romero | Estadio Nacional, San José Toeschouwers: 23.701 Scheidsrechter: Walter López (GUA) |

|                                                      |                     |       |                                    |                                                                                        |
| 12 juni WK-kwalificatie Groep B № «onderlinge duels» | El Salvador         | 1 – 2 | Mexico                             | Estadio Cuscatlan, San Salvador Toeschouwers: 29.712 Scheidsrechter: José Pineda (HON) |
| 12 juni WK-kwalificatie Groep B № «onderlinge duels» | Alfredo Pacheco 65' |       | 60' Jesús Zavala 82' Héctor Moreno | Estadio Cuscatlan, San Salvador Toeschouwers: 29.712 Scheidsrechter: José Pineda (HON) |

|                                                              |             |                                     |         |                                                                                               |
| 15 augustus Vriendschappelijk № «onderlinge duels» 19:45 uur | El Salvador | 0 – 2                               | Jamaica | RFK Memorial Stadium, Washington D.C. Toeschouwers: 14.185 Scheidsrechter: David Gantar (CAN) |
| 15 augustus Vriendschappelijk № «onderlinge duels» 19:45 uur |             | 16' Luton Shelton 65' Luton Shelton |         | RFK Memorial Stadium, Washington D.C. Toeschouwers: 14.185 Scheidsrechter: David Gantar (CAN) |

|                                                                    |                                      |       |                                 |                                                                                         |
| 7 september WK-kwalificatie Groep B № «onderlinge duels» 20:30 uur | El Salvador                          | 2 − 2 | Guyana                          | Estadio Cuscatlán, San Salvador Toeschouwers: 24.000 Scheidsrechter: Jair Marrufo (USA) |
| 7 september WK-kwalificatie Groep B № «onderlinge duels» 20:30 uur | Isidro Gutiérrez 4' Osael Romero 21' |       | 20' Treyon Bobb 54' Treyon Bobb | Estadio Cuscatlán, San Salvador Toeschouwers: 24.000 Scheidsrechter: Jair Marrufo (USA) |

|                                                                     |                                       |       |                                                   |                                                                                        |
| 11 september WK-kwalificatie Groep B № «onderlinge duels» 20:00 uur | Guyana                                | 2 − 3 | El Salvador                                       | Providence Stadium, Georgetown Toeschouwers: 4.141 Scheidsrechter: Raymond Bogle (JAM) |
| 11 september WK-kwalificatie Groep B № «onderlinge duels» 20:00 uur | Gregory Richardson 1' Chris Nurse 62' |       | 12' Osael Romero 56' Jaime Alas 76' Rafael Burgos | Providence Stadium, Georgetown Toeschouwers: 4.141 Scheidsrechter: Raymond Bogle (JAM) |

|                                                                   |             |                 |            |                                                                                        |
| 12 oktober WK-kwalificatie Groep B № «onderlinge duels» 20:30 uur | El Salvador | 0 – 1           | Costa Rica | Estadio Cuscatlan, San Salvador Toeschouwers: 35.082 Scheidsrechter: Mark Geiger (USA) |
| 12 oktober WK-kwalificatie Groep B № «onderlinge duels» 20:30 uur |             | 31' José Cubero |            | Estadio Cuscatlan, San Salvador Toeschouwers: 35.082 Scheidsrechter: Mark Geiger (USA) |

|                                                         |                                        |       |             |                                                                                       |
| 16 oktober WK-kwalificatie Groep B № «onderlinge duels» | Mexico                                 | 2 – 0 | El Salvador | Nuevo Estadio Corona, Torreón Toeschouwers: 80.401 Scheidsrechter: Jafeth Perea (PAN) |
| 16 oktober WK-kwalificatie Groep B № «onderlinge duels» | Oribe Peralta 64' Javier Hernández 85' |       |             | Nuevo Estadio Corona, Torreón Toeschouwers: 80.401 Scheidsrechter: Jafeth Perea (PAN) |

### 2013
| Copa Centroamericana |
| -------------------- |

|                                                                |                    |       |                   |                                                                                   |
| 18 januari Copa Centroamericana № «onderlinge duels» 18:00 uur | Honduras           | 1 – 1 | El Salvador       | Estadio Nacional, San José Toeschouwers: 2.500 Scheidsrechter: Walter López (GUA) |
| 18 januari Copa Centroamericana № «onderlinge duels» 18:00 uur | Jerry Bengtson 75' |       | 77' Rafael Burgos | Estadio Nacional, San José Toeschouwers: 2.500 Scheidsrechter: Walter López (GUA) |

|                                                                |        |       |             |                                                                                   |
| 20 januari Copa Centroamericana № «onderlinge duels» 18:00 uur | Panama | 0 – 0 | El Salvador | Estadio Nacional, San José Toeschouwers: 250 Scheidsrechter: Wálter Quesada (CRC) |
| 20 januari Copa Centroamericana № «onderlinge duels» 18:00 uur |        |       |             | Estadio Nacional, San José Toeschouwers: 250 Scheidsrechter: Wálter Quesada (CRC) |

|                                                                             |                    |       |             |                                                                                     |
| 25 januari Copa Centroamericana Halve finale № «onderlinge duels» 20:00 uur | Costa Rica         | 1 – 0 | El Salvador | Estadio Nacional, San José Toeschouwers: 4.993 Scheidsrechter: Roberto García (MEX) |
| 25 januari Copa Centroamericana Halve finale № «onderlinge duels» 20:00 uur | Rodney Wallace 72' |       |             | Estadio Nacional, San José Toeschouwers: 4.993 Scheidsrechter: Roberto García (MEX) |

|                                                                             |        |                    |             |                                                                                    |
| 27 januari Copa Centroamericana Troostfinale № «onderlinge duels» 14:30 uur | Belize | 0 – 1              | El Salvador | Estadio Nacional, San José Toeschouwers: 1.997 Scheidsrechter: Sandy Vásquez (DOM) |
| 27 januari Copa Centroamericana Troostfinale № «onderlinge duels» 14:30 uur |        | 50' Nelson Bonilla |             | Estadio Nacional, San José Toeschouwers: 1.997 Scheidsrechter: Sandy Vásquez (DOM) |

|  |  |  |  |  |  |  |  |  |

|                                                             |                                                       |       |             |                                                                                               |
| 6 februari Vriendschappelijk № «onderlinge duels» 19:30 uur | Paraguay                                              | 3 – 0 | El Salvador | Estadio Dr. Nicolás Léoz, La Huerta Toeschouwers: 4.099 Scheidsrechter: Ricardo Marques (BRA) |
| 6 februari Vriendschappelijk № «onderlinge duels» 19:30 uur | Pablo Aguilar 36' Richard Ortiz 56' Richard Ortiz 62' |       |             | Estadio Dr. Nicolás Léoz, La Huerta Toeschouwers: 4.099 Scheidsrechter: Ricardo Marques (BRA) |

|                                                           |                                                                                                 |       |             |                                                                                                |
| 21 maart Vriendschappelijk № «onderlinge duels» 20:30 uur | Ecuador                                                                                         | 5 – 0 | El Salvador | Estadio Olímpico Atahualpa, Quito Toeschouwers: 10.000 Scheidsrechter: Miguel Santiváñez (PER) |
| 21 maart Vriendschappelijk № «onderlinge duels» 20:30 uur | Felipe Caicedo 18' Cristian Benítez 35' Felipe Caicedo 47' Jefferson Montero 64' João Rojas 89' |       |             | Estadio Olímpico Atahualpa, Quito Toeschouwers: 10.000 Scheidsrechter: Miguel Santiváñez (PER) |

|                                                         |                                                     |       |                  |                                                                                     |
| 22 mei Vriendschappelijk № «onderlinge duels» 19:00 uur | Venezuela                                           | 2 – 1 | El Salvador      | Estadio Metropolitano, Mérida Toeschouwers: 28.133 Scheidsrechter: Diego Lara (ECU) |
| 22 mei Vriendschappelijk № «onderlinge duels» 19:00 uur | César González 56' (pen.) Josef Martínez 68' (pen.) |       | 24' Darwin Cerén | Estadio Metropolitano, Mérida Toeschouwers: 28.133 Scheidsrechter: Diego Lara (ECU) |

| CONCACAF Gold Cup |
| ----------------- |

|                                                                 |                                       |       |                                   |                                                                                     |
| 8 juli CONCACAF Gold Cup Groep B № «onderlinge duels» 19:00 uur | El Salvador                           | 2 – 2 | Trinidad en Tobago                | Red Bull Arena, Harrison Toeschouwers: 20.000 Scheidsrechter: Marco Rodríguez (MEX) |
| 8 juli CONCACAF Gold Cup Groep B № «onderlinge duels» 19:00 uur | Rodolfo Zelaya 22' Rodolfo Zelaya 69' |       | 11' Keon Daniel 73' Kenwyne Jones | Red Bull Arena, Harrison Toeschouwers: 20.000 Scheidsrechter: Marco Rodríguez (MEX) |

|                                                                  |                  |       |             |                                                                                         |
| 12 juli CONCACAF Gold Cup Groep B № «onderlinge duels» 21:30 uur | Honduras         | 1 – 0 | El Salvador | Sun Life Stadium, Miami Gardens Toeschouwers: 28.713 Scheidsrechter: Jair Marrufo (USA) |
| 12 juli CONCACAF Gold Cup Groep B № «onderlinge duels» 21:30 uur | Jorge Claros 90' |       |             | Sun Life Stadium, Miami Gardens Toeschouwers: 28.713 Scheidsrechter: Jair Marrufo (USA) |

|                                                        |                    |       |       |                                                                                        |
| 15 juli CONCACAF Gold Cup Groep B № «onderlinge duels» | El Salvador        | 1 – 0 | Haïti | BBVA Compass Stadium, Houston Toeschouwers: 21.783 Scheidsrechter: Javier Santos (PUR) |
| 15 juli CONCACAF Gold Cup Groep B № «onderlinge duels» | Rodolfo Zelaya 76' |       |       | BBVA Compass Stadium, Houston Toeschouwers: 21.783 Scheidsrechter: Javier Santos (PUR) |

|                                                                      |                                                                                              |       |                           |                                                                                          |
| 21 juli CONCACAF Gold Cup Kwartfinale № «onderlinge duels» 16:00 uur | Verenigde Staten                                                                             | 5 – 1 | El Salvador               | M&T Bank Stadium, Baltimore Toeschouwers: 70.540 Scheidsrechter: Enrico Wijngaarde (SUR) |
| 21 juli CONCACAF Gold Cup Kwartfinale № «onderlinge duels» 16:00 uur | Clarence Goodson 21' Joe Corona 29' Eddie Johnson 60' Landon Donovan 78' Mikkel Diskerud 83' |       | 39' (pen.) Rodolfo Zelaya | M&T Bank Stadium, Baltimore Toeschouwers: 70.540 Scheidsrechter: Enrico Wijngaarde (SUR) |

|  |  |  |  |  |  |  |  |  |

### 2014
|                                                         |                           |       |                               |                                                                                    |
| 4 juni Vriendschappelijk № «onderlinge duels» 20:00 uur | El Salvador               | 1 – 2 | Ivoorkust                     | Toyota Stadium, Frisco Toeschouwers: 23.000 Scheidsrechter: William Anderson (PUR) |
| 4 juni Vriendschappelijk № «onderlinge duels» 20:00 uur | Arturo Álvarez 76' (pen.) |       | 8' Gervinho 42' Didier Drogba | Toyota Stadium, Frisco Toeschouwers: 23.000 Scheidsrechter: William Anderson (PUR) |

|                                                         |             |                                 |        |                                                                                          |
| 7 juni Vriendschappelijk № «onderlinge duels» 20:00 uur | El Salvador | 0 – 2                           | Spanje | FedEx Field, Washington D.C. Toeschouwers: 50.000 Scheidsrechter: Baldomero Toledo (USA) |
| 7 juni Vriendschappelijk № «onderlinge duels» 20:00 uur |             | 60' David Villa 88' David Villa |        | FedEx Field, Washington D.C. Toeschouwers: 50.000 Scheidsrechter: Baldomero Toledo (USA) |

|                                                               |                   |       |                                 | |
| 3 september Copa Centroamericana Groep A № «onderlinge duels» | El Salvador       | 1 – 2 | Guatemala                       | Robert F. Kennedy Memorial Stadium, Washington D.C. Toeschouwers: 20.516 Scheidsrechter: Jair Marrufo (USA) |
| 3 september Copa Centroamericana Groep A № «onderlinge duels» | Rafael Burgos 69' |       | 26' Marco Pappa 64' Marco Pappa | Robert F. Kennedy Memorial Stadium, Washington D.C. Toeschouwers: 20.516 Scheidsrechter: Jair Marrufo (USA) |

|                                                               |          |                      |             |                                                                               |
| 7 september Copa Centroamericana Groep A № «onderlinge duels» | Honduras | 0 – 1                | El Salvador | Cotton Bowl, Dallas Toeschouwers: 20.156 Scheidsrechter: Jeffrey Solíss (CRC) |
| 7 september Copa Centroamericana Groep A № «onderlinge duels» |          | 67' Richard Menjivar |             | Cotton Bowl, Dallas Toeschouwers: 20.156 Scheidsrechter: Jeffrey Solíss (CRC) |

|                                                                |                                      |       |        |                                                                                        |
| 10 september Copa Centroamericana Groep A № «onderlinge duels» | El Salvador                          | 2 – 0 | Belize | BBVA Compass Stadium, Houston Toeschouwers: 19.287 Scheidsrechter: Sandy Vazquez (DOM) |
| 10 september Copa Centroamericana Groep A № «onderlinge duels» | Rafael Burgos 48' Arturo Alvarez 69' |       |        | BBVA Compass Stadium, Houston Toeschouwers: 19.287 Scheidsrechter: Sandy Vazquez (DOM) |

|                                                                       |             |                 |        | |
| 13 september Copa Centroamericana Bronzen finale № «onderlinge duels» | El Salvador | 0 – 1           | Panama | Los Angeles Memorial Coliseum, Los Angeles Toeschouwers: 41.969 Scheidsrechter: Jair Marrufo (USA) |
| 13 september Copa Centroamericana Bronzen finale № «onderlinge duels» |             | 5' Román Torres |        | Los Angeles Memorial Coliseum, Los Angeles Toeschouwers: 41.969 Scheidsrechter: Jair Marrufo (USA) |

|                                                   |                                                     |       |             |                                                                                  |
| 11 oktober Vriendschappelijk № «onderlinge duels» | Colombia                                            | 3 – 0 | El Salvador | Red Bull Arena, Harrison Toeschouwers: 25.000 Scheidsrechter: David Gantar (CAN) |
| 11 oktober Vriendschappelijk № «onderlinge duels» | Radamel Falcao 8' Carlos Bacca 49' Carlos Bacca 51' |       |             | Red Bull Arena, Harrison Toeschouwers: 25.000 Scheidsrechter: David Gantar (CAN) |

|                                                   |                          |       |                                                                                          |                                                                |
| 15 oktober Vriendschappelijk № «onderlinge duels» | El Salvador              | 1 – 5 | Ecuador                                                                                  | Red Bull Arena, Harrison Scheidsrechter: Edvin Jurisevic (USA) |
| 15 oktober Vriendschappelijk № «onderlinge duels» | Rafael Burgos 45' (pen.) |       | 16' João Plata 18' Enner Valencia 25' João Plata 73' Enner Valencia 83' Cristian Penilla | Red Bull Arena, Harrison Scheidsrechter: Edvin Jurisevic (USA) |

|                                                    |                            |       |                                                       |                                                                                          |
| 15 november Vriendschappelijk № «onderlinge duels» | El Salvador                | 1 – 3 | Panama                                                | Estadio Cuscatlan, San Salvador Toeschouwers: 41.000 Scheidsrechter: Jeffrey Solís (CRC) |
| 15 november Vriendschappelijk № «onderlinge duels» | Alexander Larín 39' (pen.) |       | 21' Nicolás Muñoz 25' Nicolás Muñoz 85' Roberto Nurse | Estadio Cuscatlan, San Salvador Toeschouwers: 41.000 Scheidsrechter: Jeffrey Solís (CRC) |

|                                                    |           |                                      |             |                                                   |
| 19 november Vriendschappelijk № «onderlinge duels» | Nicaragua | 0 – 2                                | El Salvador | Estadio Independencia, Estelí Toeschouwers: 2.900 |
| 19 november Vriendschappelijk № «onderlinge duels» |           | 44' Efraín Burgos 80' Nelson Bonilla |             | Estadio Independencia, Estelí Toeschouwers: 2.900 |

### 2015
|                                                           |             |                                                   |            |                                                                                              |
| 28 maart Vriendschappelijk № «onderlinge duels» 20:30 uur | El Salvador | 0 – 2                                             | Argentinië | FedEx Field, Prince George's County Toeschouwers: 53.968 Scheidsrechter: Mario Escobar (GUA) |
| 28 maart Vriendschappelijk № «onderlinge duels» 20:30 uur |             | 54' (e.d.) Néstor Renderos 88' Federico Mancuello |            | FedEx Field, Prince George's County Toeschouwers: 53.968 Scheidsrechter: Mario Escobar (GUA) |

|                                               |                                      |       |             | |
| 31 mei Vriendschappelijk № «onderlinge duels» | Honduras                             | 2 – 0 | El Salvador | Robert F. Kennedy Memorial Stadium, Washington D.C. Toeschouwers: 4.500 Scheidsrechter: Chris Penso (USA) |
| 31 mei Vriendschappelijk № «onderlinge duels» | Mario Martínez 7' Anthony Lozano 25' |       |             | Robert F. Kennedy Memorial Stadium, Washington D.C. Toeschouwers: 4.500 Scheidsrechter: Chris Penso (USA) |

|                                               |                    |       |             |                                                                                             |
| 5 juni Vriendschappelijk № «onderlinge duels» | Chili              | 1 – 0 | El Salvador | Estadio El Teniente, Rancagua Toeschouwers: 14.270 Scheidsrechter: Fernando Rapallini (ARG) |
| 5 juni Vriendschappelijk № «onderlinge duels» | Jorge Valdivia 14' |       |             | Estadio El Teniente, Rancagua Toeschouwers: 14.270 Scheidsrechter: Fernando Rapallini (ARG) |

|                                                                |                                         |       |                                       |                                                                                            |
| 12 juni Kwalificatie WK 2018 Tweede ronde № «onderlinge duels» | Saint Kitts en Nevis                    | 2 – 2 | El Salvador                           | Warner Park Stadium, Basseterre Toeschouwers: 3.100 Scheidsrechter: Mathieu Bourdeau (CAN) |
| 12 juni Kwalificatie WK 2018 Tweede ronde № «onderlinge duels» | Orlando Mitchum 68' Romaine Sawyers 71' |       | 41' Irving Herrera 86' Nelson Bonilla | Warner Park Stadium, Basseterre Toeschouwers: 3.100 Scheidsrechter: Mathieu Bourdeau (CAN) |

|                                                                |                                                                                 |       |                      |                                                                                        |
| 16 juni Kwalificatie WK 2018 Tweede ronde № «onderlinge duels» | El Salvador                                                                     | 4 – 1 | Saint Kitts en Nevis | Estadio Cuscatlan, San Salvador Toeschouwers: 9.830 Scheidsrechter: Óscar Davila (NIC) |
| 16 juni Kwalificatie WK 2018 Tweede ronde № «onderlinge duels» | Darwin Cerén 2' Nelson Bonilla 54' Arturo Álvarez 62' (pen.) Nelson Bonilla 80' |       | 69' Atiba Harris     | Estadio Cuscatlan, San Salvador Toeschouwers: 9.830 Scheidsrechter: Óscar Davila (NIC) |

| CONCACAF Gold Cup 2015 |
| ---------------------- |

|                                                                  |                |       |                    |                                                                                       |
| 11 juli CONCACAF Gold Cup Groep B № «onderlinge duels» 18:30 uur | Costa Rica     | 1 – 1 | El Salvador        | BBVA Compass Stadium, Houston Toeschouwers: 22.017 Scheidsrechter: Jair Marrufo (USA) |
| 11 juli CONCACAF Gold Cup Groep B № «onderlinge duels» 18:30 uur | Bryan Ruiz 16' |       | 90+2' Dustin Corea | BBVA Compass Stadium, Houston Toeschouwers: 22.017 Scheidsrechter: Jair Marrufo (USA) |

|                                                                  |                     |       |             |                                                                            |
| 14 juli CONCACAF Gold Cup Groep B № «onderlinge duels» 18:00 uur | Jamaica             | 1 – 0 | El Salvador | BMO Field, Toronto Toeschouwers: 16.674 Scheidsrechter: Walter López (GUA) |
| 14 juli CONCACAF Gold Cup Groep B № «onderlinge duels» 18:00 uur | Garath McCleary 71' |       |             | BMO Field, Toronto Toeschouwers: 16.674 Scheidsrechter: Walter López (GUA) |

|  |  |  |  |  |  |  |  |  |

|                                                                             |         |                     |             |                                                                       |
| 4 september Kwalificatie WK 2018 Derde ronde № «onderlinge duels» 19:05 uur | Curaçao | 0 – 1               | El Salvador | Ergilio Hatostadion, Willemstad Scheidsrechter: Valdin Legister (JAM) |
| 4 september Kwalificatie WK 2018 Derde ronde № «onderlinge duels» 19:05 uur |         | 12' Alexander Larín |             | Ergilio Hatostadion, Willemstad Scheidsrechter: Valdin Legister (JAM) |

|                                                                             |                     |       |         |                                                                                            |
| 8 september Kwalificatie WK 2018 Derde ronde № «onderlinge duels» 19:35 uur | El Salvador         | 1 – 0 | Curaçao | Estadio Cuscatlan, San Salvador Toeschouwers: 27.844 Scheidsrechter: Ricardo Montero (CRC) |
| 8 september Kwalificatie WK 2018 Derde ronde № «onderlinge duels» 19:35 uur | Jonathan Barrios 9' |       |         | Estadio Cuscatlan, San Salvador Toeschouwers: 27.844 Scheidsrechter: Ricardo Montero (CRC) |

|                                                            |                  |       |                                                          |                                                                     |
| 9 oktober Vriendschappelijk № «onderlinge duels» 20:00 uur | El Salvador      | 1 – 3 | Haïti                                                    | BBVA Compass Stadium, Houston Scheidsrechter: Ricardo Salazar (USA) |
| 9 oktober Vriendschappelijk № «onderlinge duels» 20:00 uur | Pablo Punyed 40' |       | 14' James Marcelin 18' Shelby Printemps 23' Jean Maurice | BBVA Compass Stadium, Houston Scheidsrechter: Ricardo Salazar (USA) |

|                                                                              |                                                       |       |             |                                                                |
| 13 november Kwalificatie WK 2018 Vierde ronde № «onderlinge duels» 20:00 uur | Mexico                                                | 3 – 0 | El Salvador | Aztekenstadion, Mexico-Stad Scheidsrechter: Walter López (GUA) |
| 13 november Kwalificatie WK 2018 Vierde ronde № «onderlinge duels» 20:00 uur | Andrés Guardado 7' Héctor Herrera 42' Carlos Vela 64' |       |             | Aztekenstadion, Mexico-Stad Scheidsrechter: Walter López (GUA) |

|                                                                              |             |       |        |                                                                   |
| 17 november Kwalificatie WK 2018 Vierde ronde № «onderlinge duels» 19:30 uur | El Salvador | 0 – 0 | Canada | Estadio Cuscatlán, San Salvador Scheidsrechter: Mark Geiger (USA) |
| 17 november Kwalificatie WK 2018 Vierde ronde № «onderlinge duels» 19:30 uur |             |       |        | Estadio Cuscatlán, San Salvador Scheidsrechter: Mark Geiger (USA) |

### 2016
|                                                  |                  |       |             |                                                                                            |
| 17 februari Vriendschappelijk «onderlinge duels» | Panama           | 1 – 0 | El Salvador | Estadio Nuevo Maracaná, Panama-Stad Toeschouwers: 3.500 Scheidsrechter: Óscar Davila (NCA) |
| 17 februari Vriendschappelijk «onderlinge duels» | Martín Gómez 77' |       |             | Estadio Nuevo Maracaná, Panama-Stad Toeschouwers: 3.500 Scheidsrechter: Óscar Davila (NCA) |

|                                              |                      |       |             |                                                                                                 |
| 2 maart Vriendschappelijk «onderlinge duels» | Guatemala            | 1 – 0 | El Salvador | Estadio Mateo Flores, Guatemala-Stad Toeschouwers: 4.000 Scheidsrechter: Melvin Matamoros (HON) |
| 2 maart Vriendschappelijk «onderlinge duels» | Jonathan Marquez 20' |       |             | Estadio Mateo Flores, Guatemala-Stad Toeschouwers: 4.000 Scheidsrechter: Melvin Matamoros (HON) |

|                                              |                 |       |                        |                                                                                  |
| 9 maart Vriendschappelijk «onderlinge duels» | Nicaragua       | 1 – 1 | El Salvador            | Estadio Nacional, Managua Toeschouwers: 5.000 Scheidsrechter: Óscar Davila (NCA) |
| 9 maart Vriendschappelijk «onderlinge duels» | Luis Copete 27' |       | 65' (pen.) Jorge Morán | Estadio Nacional, Managua Toeschouwers: 5.000 Scheidsrechter: Óscar Davila (NCA) |

|                                                                         |                                       |       |                                    |                                                                     |
| 25 maart Kwalificatie WK 2018 Vierde ronde «onderlinge duels» 19:00 uur | El Salvador                           | 2 – 2 | Honduras                           | Estadio Cuscatlán, San Salvador Scheidsrechter: Javier Santos (PUR) |
| 25 maart Kwalificatie WK 2018 Vierde ronde «onderlinge duels» 19:00 uur | Pablo Punyed 45+2' Nelson Bonilla 89' |       | 19' Alberto Elis 59' Antony Lozano | Estadio Cuscatlán, San Salvador Scheidsrechter: Javier Santos (PUR) |

|                                                                         |                                             |       |             |                                                                                      |
| 29 maart Kwalificatie WK 2018 Vierde ronde «onderlinge duels» 19:00 uur | Honduras                                    | 2 – 0 | El Salvador | Estadio Olímpico Metropolitano, San Pedro Sula Scheidsrechter: Ricardo Montero (CRC) |
| 29 maart Kwalificatie WK 2018 Vierde ronde «onderlinge duels» 19:00 uur | Óscar Boniek García 52' Romell Quioto 90+4' |       |             | Estadio Olímpico Metropolitano, San Pedro Sula Scheidsrechter: Ricardo Montero (CRC) |

|                                                         |                                                     |       |                    |                                                                                               |
| 28 mei Vriendschappelijk № «onderlinge duels» 20:00 uur | Peru                                                | 3 – 1 | El Salvador        | Seattle Memorial Stadium, Seattle Toeschouwers: 10.000 Scheidsrechter: Valdrin Legister (JAM) |
| 28 mei Vriendschappelijk № «onderlinge duels» 20:00 uur | Raúl Ruidíaz 11' Andy Polo 60' Yoshimar Yotún 90+3' |       | 81' Nelson Bonilla | Seattle Memorial Stadium, Seattle Toeschouwers: 10.000 Scheidsrechter: Valdrin Legister (JAM) |

|                                                                         |                            |       |                                                               |                                                                                               |
| 2 september Kwalificatie WK 2018 Groep A № «onderlinge duels» 19:00 uur | El Salvador                | 1 – 3 | Mexico                                                        | Estadio Cuscatlan, San Salvador Toeschouwers: 25.633 Scheidsrechter: Armando Villarreal (USA) |
| 2 september Kwalificatie WK 2018 Groep A № «onderlinge duels» 19:00 uur | Alexander Larín 24' (pen.) |       | 52' Héctor Moreno 58' Ángel Sepúlveda 73' (pen.) Raúl Jiménez | Estadio Cuscatlan, San Salvador Toeschouwers: 25.633 Scheidsrechter: Armando Villarreal (USA) |

|                                                                         |                                                       |       |                    |                                                                                        |
| 6 september Kwalificatie WK 2018 Groep A № «onderlinge duels» 18:00 uur | Canada                                                | 3 – 1 | El Salvador        | BC Place Stadium, Vancouver Toeschouwers: 20.726 Scheidsrechter: Valdin Legister (JAM) |
| 6 september Kwalificatie WK 2018 Groep A № «onderlinge duels» 18:00 uur | Cyle Larin 11' Nicolas Ledgerwood 53' David Edgar 90' |       | 78' Nelson Bonilla | BC Place Stadium, Vancouver Toeschouwers: 20.726 Scheidsrechter: Valdin Legister (JAM) |

### 2017
| Copa Centroamericana 2017 |
| ------------------------- |

|                                                                |            |       |             |                                                                          |
| 13 januari Copa Centroamericana № «onderlinge duels» 18:30 uur | Costa Rica | 0 – 0 | El Salvador | Estadio Rommel Fernández, Panama-Stad Scheidsrechter: Jair Marrufo (USA) |
| 13 januari Copa Centroamericana № «onderlinge duels» 18:30 uur |            |       |             | Estadio Rommel Fernández, Panama-Stad Scheidsrechter: Jair Marrufo (USA) |

|                                                                |                    |       |                                       |                                                                               |
| 15 januari Copa Centroamericana № «onderlinge duels» 15:30 uur | El Salvador        | 1 – 2 | Honduras                              | Estadio Rommel Fernández, Panama-Stad Scheidsrechter: Fernando Guerrero (MEX) |
| 15 januari Copa Centroamericana № «onderlinge duels» 15:30 uur | Rodolfo Zelaya 10' |       | 62' Román Castillo 90' Román Castillo | Estadio Rommel Fernández, Panama-Stad Scheidsrechter: Fernando Guerrero (MEX) |

|                                                                |                                                     |       |                   |                                                                           |
| 17 januari Copa Centroamericana № «onderlinge duels» 16:00 uur | El Salvador                                         | 3 – 1 | Belize            | Estadio Rommel Fernández, Panama-Stad Scheidsrechter: Oscar Moncada (HON) |
| 17 januari Copa Centroamericana № «onderlinge duels» 16:00 uur | Gerson Mayen 15' Juan Barahona 20' Henry Romero 23' |       | 44' Deon McCauley | Estadio Rommel Fernández, Panama-Stad Scheidsrechter: Oscar Moncada (HON) |

|                                                                |                   |       |             |                                                                                      |
| 20 januari Copa Centroamericana № «onderlinge duels» 21:00 uur | Panama            | 1 – 0 | El Salvador | Estadio Rommel Fernández, Panama-Stad Scheidsrechter: Walter López Castellanos (GUA) |
| 20 januari Copa Centroamericana № «onderlinge duels» 21:00 uur | Abdiel Arroyo 82' |       |             | Estadio Rommel Fernández, Panama-Stad Scheidsrechter: Walter López Castellanos (GUA) |

|                                                                |                   |       |           |                                                                        |
| 22 januari Copa Centroamericana № «onderlinge duels» 13:30 uur | El Salvador       | 1 – 0 | Nicaragua | Estadio Rommel Fernández, Panama-Stad Scheidsrechter: John Pitti (PAN) |
| 22 januari Copa Centroamericana № «onderlinge duels» 13:30 uur | Irvin Herrera 54' |       |           | Estadio Rommel Fernández, Panama-Stad Scheidsrechter: John Pitti (PAN) |

|  |  |  |  |  |  |  |  |  |

|                                                           |                            |       |                    |                                                                                                   |
| 23 maart Vriendschappelijk № «onderlinge duels» 20:00 uur | Curaçao                    | 1 – 1 | El Salvador        | Stadion dr. Antoine Maduro, Willemstad Toeschouwers: 2.600 Scheidsrechter: Ricangel de Leça (CUW) |
| 23 maart Vriendschappelijk № «onderlinge duels» 20:00 uur | Felitciano Zschusschen 74' |       | 90' Rodolfo Zelaya | Stadion dr. Antoine Maduro, Willemstad Toeschouwers: 2.600 Scheidsrechter: Ricangel de Leça (CUW) |

|                                                         |                                   |       |                                     |                                                                                       |
| 28 mei Vriendschappelijk № «onderlinge duels» 18:00 uur | Honduras                          | 2 – 2 | El Salvador                         | RFK Stadium, Washington D.C. Toeschouwers: 20.000 Scheidsrechter: Mario Escobar (GUA) |
| 28 mei Vriendschappelijk № «onderlinge duels» 18:00 uur | Jairo Puerto 4' Rony Martínez 45' |       | 63' Denis Pineda 70' Rodolfo Zelaya | RFK Stadium, Washington D.C. Toeschouwers: 20.000 Scheidsrechter: Mario Escobar (GUA) |

|                                                |                                                                  |       |             |                                                                                     |
| 13 juni Vriendschappelijk № «onderlinge duels» | Ecuador                                                          | 3 – 0 | El Salvador | Red Bull Arena, Harrison Toeschouwers: 5.000 Scheidsrechter: Baldomero Toledo (USA) |
| 13 juni Vriendschappelijk № «onderlinge duels» | Jhon Cifuentes 18' Enner Valencia 51' Fernando Gaibor 79' (pen.) |       |             | Red Bull Arena, Harrison Toeschouwers: 5.000 Scheidsrechter: Baldomero Toledo (USA) |

| CONCACAF Gold Cup 2017 |
| ---------------------- |

|                                                                 |                                                          |       |                    |                                                                                      |
| 9 juli CONCACAF Gold Cup Groep C № «onderlinge duels» 18:00 uur | Mexico                                                   | 3 – 1 | El Salvador        | Qualcomm Stadium, San Diego Toeschouwers: 53.133 Scheidsrechter: Óscar Moncada (HON) |
| 9 juli CONCACAF Gold Cup Groep C № «onderlinge duels» 18:00 uur | Hedgardo Marín 8' Elías Hernández 29' Orbelín Pineda 55' |       | 10' Nelson Bonilla | Qualcomm Stadium, San Diego Toeschouwers: 53.133 Scheidsrechter: Óscar Moncada (HON) |

|                                                                  |                                     |       |         | |
| 13 juli CONCACAF Gold Cup Groep C № «onderlinge duels» 18:00 uur | El Salvador                         | 2 – 0 | Curaçao | Sports Authority Field at Mile High, Denver Toeschouwers: 49.121 Scheidsrechter: Héctor Rodríguez (HON) |
| 13 juli CONCACAF Gold Cup Groep C № «onderlinge duels» 18:00 uur | Gerson Mayen 21' Rodolfo Zelaya 24' |       |         | Sports Authority Field at Mile High, Denver Toeschouwers: 49.121 Scheidsrechter: Héctor Rodríguez (HON) |

|                                                                  |                            |       |                    |                                                                                |
| 16 juli CONCACAF Gold Cup Groep C № «onderlinge duels» 17:00 uur | Jamaica                    | 1 – 1 | El Salvador        | Alamodome, San Antonio Toeschouwers: 44.232 Scheidsrechter: Jair Marrufo (USA) |
| 16 juli CONCACAF Gold Cup Groep C № «onderlinge duels» 17:00 uur | Darren Mattocks 64' (pen.) |       | 15' Nelson Bonilla | Alamodome, San Antonio Toeschouwers: 44.232 Scheidsrechter: Jair Marrufo (USA) |

|                                                                      |                                     |       |             |                                                                                               |
| 19 juli CONCACAF Gold Cup Kwartfinale № «onderlinge duels» 21:00 uur | Verenigde Staten                    | 2 – 0 | El Salvador | Lincoln Financial Field, Philadelphia Toeschouwers: 31.615 Scheidsrechter: Drew Fischer (CAN) |
| 19 juli CONCACAF Gold Cup Kwartfinale № «onderlinge duels» 21:00 uur | Omar Gonzalez 41' Eric Lichaj 45+2' |       |             | Lincoln Financial Field, Philadelphia Toeschouwers: 31.615 Scheidsrechter: Drew Fischer (CAN) |

|  |  |  |  |  |  |  |  |  |

|                                                            |                  |       |        |                                                                                          |
| 8 oktober Vriendschappelijk № «onderlinge duels» 18:00 uur | El Salvador      | 1 – 0 | Canada | BBVA Compass Stadium, Houston Toeschouwers: 8.000 Scheidsrechter: Baldomero Toledo (USA) |
| 8 oktober Vriendschappelijk № «onderlinge duels» 18:00 uur | Denis Pineda 75' |       |        | BBVA Compass Stadium, Houston Toeschouwers: 8.000 Scheidsrechter: Baldomero Toledo (USA) |

### 2018
|                                                         |                  |       |             |                                                                                    |
| 3 juni Vriendschappelijk № «onderlinge duels» 18:30 uur | Honduras         | 1 – 0 | El Salvador | BBVA Compass Stadium, Houston Toeschouwers: 17.747 Scheidsrechter: Ted Unkel (USA) |
| 3 juni Vriendschappelijk № «onderlinge duels» 18:30 uur | Denis Pineda 19' |       |             | BBVA Compass Stadium, Houston Toeschouwers: 17.747 Scheidsrechter: Ted Unkel (USA) |

|                                                         |                 |       |                        |                                                                    |
| 8 september Kwalificatie № «onderlinge duels» 19:00 uur | Montserrat      | 1 – 2 | El Salvador            | Blakes Estatestadion, Look Out Scheidsrechter: Sherwin Moore (GUY) |
| 8 september Kwalificatie № «onderlinge duels» 19:00 uur | Joey Taylor 38' |       | Óscar Cerén 62', 90+4' | Blakes Estatestadion, Look Out Scheidsrechter: Sherwin Moore (GUY) |

|                                                        |                                                             |       |          |                                                                      |
| 13 oktober Kwalificatie № «onderlinge duels» 20:00 uur | El Salvador                                                 | 3 – 0 | Barbados | Estadio Cuscatlán, El Salvador Scheidsrechter: Gladway Johnson (GUY) |
| 13 oktober Kwalificatie № «onderlinge duels» 20:00 uur | Nelson Bonilla 22', Gilberto Baires 43', Gerson Mayen 90+2' |       |          | Estadio Cuscatlán, El Salvador Scheidsrechter: Gladway Johnson (GUY) |

|                                                         |                 |       |             |                                                                             |
| 16 november Kwalificatie № «onderlinge duels» 20:00 uur | Bermuda         | 1 – 0 | El Salvador | Nationaal Stadion, Devonshire Scheidsrechter: William Anderson Abrams (PUR) |
| 16 november Kwalificatie № «onderlinge duels» 20:00 uur | Nahki Wells 71' |       |             | Nationaal Stadion, Devonshire Scheidsrechter: William Anderson Abrams (PUR) |

### 2019
|                                                      |                                    |       |         |                                                                             |
| 23 maart Kwalificatie № «onderlinge duels» 20:00 uur | El Salvador                        | 2 – 0 | Jamaica | Estadio Cuscatlán, San Salvador Scheidsrechter: Juan Gabriel Calderón (CRC) |
| 23 maart Kwalificatie № «onderlinge duels» 20:00 uur | Nelson Bonilla 49' Damion Lowe 85' |       |         | Estadio Cuscatlán, San Salvador Scheidsrechter: Juan Gabriel Calderón (CRC) |

|                                                           |      |                                      |             |                                                                                        |
| 26 maart Vriendschappelijk № «onderlinge duels» 20:00 uur | Peru | 0 – 2                                | El Salvador | Robert F. Kennedy Memorial Stadium, Washington D.C. Scheidsrechter: Kimbell Ward (SKN) |
| 26 maart Vriendschappelijk № «onderlinge duels» 20:00 uur |      | Miguel Trauco 61', Óscar Cerén 90+1' |             | Robert F. Kennedy Memorial Stadium, Washington D.C. Scheidsrechter: Kimbell Ward (SKN) |

|                                                         |                   |       |       |                                                                                          |
| 2 juni Vriendschappelijk № «onderlinge duels» 19:00 uur | El Salvador       | 1 – 0 | Haïti | Robert F. Kennedy Memorial Stadium, Washington D.C. Scheidsrechter: Oliver Vergara (PAN) |
| 2 juni Vriendschappelijk № «onderlinge duels» 19:00 uur | David Rugamas 76' |       |       | Robert F. Kennedy Memorial Stadium, Washington D.C. Scheidsrechter: Oliver Vergara (PAN) |

|                                                         |                        |       |             |                                                                        |
| 9 juni Vriendschappelijk № «onderlinge duels» 19:00 uur | Japan                  | 2 – 0 | El Salvador | Miyagistadion, Rifu Toeschouwers: 38,092 Scheidsrechter: Ma Ning (CHN) |
| 9 juni Vriendschappelijk № «onderlinge duels» 19:00 uur | Kensuke Nagai 19', 42' |       |             | Miyagistadion, Rifu Toeschouwers: 38,092 Scheidsrechter: Ma Ning (CHN) |

| CONCACAF Gold Cup 2019 |
| ---------------------- |

|                                                      |         |                      |             |                                                                                                 |
| 18 juni Gold Cup 2019 № «onderlinge duels» 18:00 uur | Curaçao | 0 – 1                | El Salvador | Independence Park, Kingston Toeschouwers: 17.874 Scheidsrechter: Walter López Castellanos (GUA) |
| 18 juni Gold Cup 2019 № «onderlinge duels» 18:00 uur |         | Nelson Bonilla 45+2' |             | Independence Park, Kingston Toeschouwers: 17.874 Scheidsrechter: Walter López Castellanos (GUA) |

|                                                      |             |       |         |                                                                                     |
| 21 juni Gold Cup 2019 № «onderlinge duels» 18:00 uur | El Salvador | 0 – 0 | Jamaica | BBVA Compass Stadium, Houston Toeschouwers: 22.935 Scheidsrechter: John Pitti (PAN) |
| 21 juni Gold Cup 2019 № «onderlinge duels» 18:00 uur |             |       |         | BBVA Compass Stadium, Houston Toeschouwers: 22.935 Scheidsrechter: John Pitti (PAN) |

|                                                      |                                                                              |       |             | |
| 25 juni Gold Cup 2019 № «onderlinge duels» 19:25 uur | Honduras                                                                     | 4 – 0 | El Salvador | Banc of California Stadium, Los Angeles Toeschouwers: 22.053 Scheidsrechter: Fernando Guerrero (MEX) |
| 25 juni Gold Cup 2019 № «onderlinge duels» 19:25 uur | Jorge Álvarez 59' Rubilio Castillo 65' Bryan Acosta 75' Emilio Izaguirre 90' |       |             | Banc of California Stadium, Los Angeles Toeschouwers: 22.053 Scheidsrechter: Fernando Guerrero (MEX) |

|                                                        |                                                         |       |             |                                                                     |
| 7 september CNL 2019/20 № «onderlinge duels» 22:00 uur | El Salvador                                             | 3 – 0 | Saint Lucia | Estadio Cuscatlán, San Salvador Scheidsrechter: Óscar Moncada (HON) |
| 7 september CNL 2019/20 № «onderlinge duels» 22:00 uur | Narciso Orellana 7' Darwin Cerén 73' Nelson Bonilla 87' |       |             | Estadio Cuscatlán, San Salvador Scheidsrechter: Óscar Moncada (HON) |

|                                                         |                        |       |             |                                                                                   |
| 10 september CNL 2019/20 № «onderlinge duels» 18:00 uur | Dominicaanse Republiek | 1 – 0 | El Salvador | Estadio Olímpico Félix Sánchez, Santo Domingo Scheidsrechter: Oshane Nation (JAM) |
| 10 september CNL 2019/20 № «onderlinge duels» 18:00 uur | Jairo Bueno 7'         |       |             | Estadio Olímpico Félix Sánchez, Santo Domingo Scheidsrechter: Oshane Nation (JAM) |

|                                                       |            |                                          |             |                                                                    |
| 12 oktober CNL 2019/20 № «onderlinge duels» 22:00 uur | Montserrat | 0 – 2                                    | El Salvador | Blakes Estatestadion, Look Out Scheidsrechter: Juan Calderón (CRC) |
| 12 oktober CNL 2019/20 № «onderlinge duels» 22:00 uur |            | Roberto Domínguez 43' Rodolfo Zelaya 78' |             | Blakes Estatestadion, Look Out Scheidsrechter: Juan Calderón (CRC) |

|                                                       |             |                                             |             |                                                                   |
| 15 oktober CNL 2019/20 № «onderlinge duels» 17:00 uur | Saint Lucia | 0 – 2                                       | El Salvador | Beausejour Stadium, Gros Islet Scheidsrechter: Erick Lezama (NCA) |
| 15 oktober CNL 2019/20 № «onderlinge duels» 17:00 uur |             | Rodolfo Zelaya 68' Juan Carlos Potrillo 88' |             | Beausejour Stadium, Gros Islet Scheidsrechter: Erick Lezama (NCA) |

|                                                        |                            |       |            |                                                                      |
| 16 november CNL 2019/20 № «onderlinge duels» 22:00 uur | El Salvador                | 1 – 0 | Montserrat | Estadio Cuscatlán, San Salvador Scheidsrechter: Oliver Vergara (PAN) |
| 16 november CNL 2019/20 № «onderlinge duels» 22:00 uur | Juan Carlos Potrillo 90+1' |       |            | Estadio Cuscatlán, San Salvador Scheidsrechter: Oliver Vergara (PAN) |

|                                                        |                                           |       |                        |                                                                       |
| 19 november CNL 2019/20 № «onderlinge duels» 17.00 uur | El Salvador                               | 2 – 0 | Dominicaanse Republiek | Estadio Cuscatlán, San Salvador Scheidsrechter: Benjamin Pineda (CRC) |
| 19 november CNL 2019/20 № «onderlinge duels» 17.00 uur | Juan Carlos Portillo 16' Pablo Punyed 87' |       |                        | Estadio Cuscatlán, San Salvador Scheidsrechter: Benjamin Pineda (CRC) |

FSF · A-internationals · Selecties · Bondscoaches · Statistieken · Salvadoraans vrouwenelftal ·  
Olympisch elftal · El Salvador U21 · El Salvador U19 · El Salvador U17
1920 – 1929 · 
1930 – 1939 · 
1940 – 1949 · 
1950 – 1959 · 
1960 – 1969 · 
1970 – 1979 · 
1980 – 1989 · 
1990 – 1999 · 
2000 – 2009 · 
2010 – 2019 ·
2020 − 2029
Gold Cup 1991 · 
Gold Cup 1993 · 
Gold Cup 1996 · 
Gold Cup 1998 · 
Gold Cup 2000 · 
Gold Cup 2002 · 
Gold Cup 2003 · 
Gold Cup 2005 · 
Gold Cup 2007 · 
Gold Cup 2009 · 
Gold Cup 2011 · 
Gold Cup 2013
WK 1970 · 
WK 1982
OS 1968
1921 · 
1922–1927 · 
1928 · 
1929 · 
1930 · 
1931–1934 · 
1935 · 
1936–1937 · 
1938 · 
1939–1940 · 
1941 · 
1942 · 
1943 · 
1944–1945 · 
1946 · 
1947 · 
1948 · 
1949 · 
1950 · 
1951–1952 · 
1953 · 
1954 · 
1955 · 
1955–1960 · 
1961 · 
1962 · 
1963 · 
1964 · 
1965 · 
1966 · 
1967 · 
1968 · 
1969 · 
1970 · 
1971 · 
1972 · 
1973 · 
1974 · 
1975 · 
1976 · 
1977 · 
1978 · 
1979 · 
1980 · 
1981 · 
1982 · 
1983 · 
1984 · 
1985 · 
1986 · 
1987 · 
1988 · 
1989 · 
1990 · 
1991 · 
1992 · 
1993 · 
1994 · 
1995 · 
1996 · 
1997 · 
1998 · 
1999 · 
2000 · 
2000 · 
2001 · 
2002 · 
2003 · 
2004 · 
2005 · 
2006 · 
2007 · 
2008 · 
2009 · 
2010 · 
2011 · 
2012 · 
2013 ·
2014 ·
2015 ·
2016 ·
2017 ·
2018 ·
2019 ·
2020 ·
2021 ·
2022 ·
2023
Amerikaanse Maagdeneilanden ·
Anguilla ·
Antigua en Barbuda ·
Argentinië ·
Armenië ·
Aruba ·
Barbados ·
België ·
Belize ·
Bermuda ·
Bolivia ·
Brazilië ·
Canada ·
Chili ·
China ·
Colombia ·
Costa Rica ·
Cuba ·
Curaçao ·
Dominicaanse Republiek ·
Ecuador ·
Estland ·
GOS ·
Grenada ·
Griekenland ·
Guatemala ·
Guyana ·
Haïti ·
Honduras ·
Hongarije ·
IJsland ·
Ivoorkust ·
Jamaica ·
Japan ·
Joegoslavië ·
Kaaimaneilanden ·
Mexico ·
Moldavië · 
Montserrat ·
Nederlandse Antillen ·
Nicaragua ·
Nieuw-Zeeland ·
Panama ·
Paraguay ·
Peru ·
Puerto Rico ·
Qatar ·
Rusland ·
Saint Kitts en Nevis ·
Saint Lucia ·
Saint Vincent en de Grenadines ·
Sovjet-Unie ·
Spanje ·
Suriname ·
Trinidad en Tobago ·
Venezuela ·
Verenigde Staten ·
Zuid-Korea
AFC-zone: Afghanistan · Australië · Bahrein · Bangladesh · Bhutan · Brunei · Cambodja · China · Chinees Taipei · Filipijnen · Guam · Hongkong · India · Indonesië · Iran · Irak · Japan · Jemen · Jordanië · Koeweit · Kirgizië · Laos · Libanon · Macau · Maleisië · Maldiven · Mongolië · Myanmar · Nepal · Noord-Korea · Oezbekistan · Oman · Oost-Timor · Pakistan · Palestina · Qatar · Saoedi-Arabië · Singapore · Sri Lanka · Syrië · Tadjikistan · Thailand · Turkmenistan · Verenigde Arabische Emiraten · Vietnam · Zuid-Korea

CAF-zone: Algerije · Angola · Benin · Botswana · Burkina Faso · Burundi · Centraal-Afrikaanse Republiek · Comoren · Congo-Brazzaville · Congo-Kinshasa · Djibouti · Egypte · Equatoriaal-Guinea · Eritrea · Ethiopië · Gabon · Gambia · Ghana · Guinee · Guinee-Bissau · Ivoorkust · Kaapverdië · Kameroen · Kenia · Lesotho · Liberia · Libië · Madagaskar · Malawi · Mali · Mauritanië · Mauritius · Marokko · Mozambique · Namibië · Niger · Nigeria · Oeganda · Rwanda · Sao Tomé en Principe · Senegal · Seychellen · Sierra Leone · Soedan · Somalië · Swaziland · Tanzania · Togo · Tsjaad · Tunesië · Zambia · Zimbabwe · Zuid-Afrika · Zuid-Soedan 

CONCACAF-zone: Amerikaanse Maagdeneilanden · Anguilla · Antigua en Barbuda · Aruba · Bahama's · Barbados · Belize · Bermuda · Britse Maagdeneilanden · Canada · Kaaimaneilanden · Costa Rica · Cuba · Curaçao · Dominica · Dominicaanse Republiek · El Salvador · Frans Guyana · Grenada · Guadeloupe · Guatemala · Guyana · Haïti · Honduras · Jamaica · Martinique · Mexico · Montserrat · 
Nicaragua · Panama · Puerto Rico · Saint Kitts en Nevis · Saint Lucia · Saint Vincent en de Grenadines · Sint Maarten · Suriname · Trinidad en Tobago · Turks- en Caicoseilanden · Verenigde Staten

CONMEBOL-zone: Argentinië · Bolivia · Brazilië · Chili · Colombia · Ecuador · Paraguay · Peru · Uruguay · Venezuela

OFC-zone: Amerikaans-Samoa · Cookeilanden · Fiji · Nieuw-Caledonië · Nieuw-Zeeland · Papoea-Nieuw-Guinea · Samoa · Salomoneilanden · Tahiti · Tonga · Vanuatu

UEFA-zone: Albanië · Andorra · Armenië · Azerbeidzjan · België · Bosnië en Herzegovina · Bulgarije · Cyprus · Denemarken · Duitsland · Engeland · Estland · Faeröer · Finland · Frankrijk · Georgië · Gibraltar · Griekenland · Hongarije · IJsland · Ierland · Israël · Italië · Kazachstan · Kosovo · Kroatië · Letland · Liechtenstein · Litouwen · Luxemburg · Macedonië · Malta · Moldavië · Montenegro · Nederland · Noord-Ierland · Noorwegen · Oekraïne · Oostenrijk · Polen · Portugal · Roemenië · Rusland · San Marino · Schotland · Servië · Slovenië · Slowakije · Spanje · Tsjechië · Turkije · Wales · Wit-Rusland · Zweden · Zwitserland